# Репортаж со свадьбы
«Репортаж со свадьбы» (исп. REC 3: Génesis) — испанский фильм ужасов с элементами псевдодокументалистики и драмы. Премьера фильма в мировом прокате состоялась 30 марта 2012 года. Со слов режиссёра, фильм является спин-оффом фильма 2007 года «Репортаж» и третьим в серии фильмов об «одержимости». В России фильм вышел в прокат под названием «Репортаж со свадьбы»
.
Тэглайн фильма: «Это самый счастливый день в моей жизни» (исп. «El Dia Mas Feliz De Mi Vida»).

## Сюжет
Действие фильма начинается с того момента, когда Клара (Летисия Долера) и Колдо (Диего Мартин) готовятся ко дню своего венчания. Предсвадебную суету снимают кузен Колдо, Адриан (Алекс Моннер), специально нанятый оператор-документалист Атун и гости на свои мобильные телефоны и видеокамеры. Процессия перемещается в большой особняк. Между тем Адриан снимает на видео своего дядю, который жалуется на то, что его самочувствие ухудшилось после укуса собаки.
На торжестве в особняке у дяди Адриана начинают проявляться симптомы болезни, сопровождаемые рвотой. Тем временем сам Адриан снимает происходящее на улице, и в объектив его камеры случайно попадают люди в спецкостюмах, обыскивающие территорию. Внутри особняка дядя неожиданно падает с открытой террасы второго этажа. Он открывает глаза и кусает склонившуюся над ним супругу, после чего начинает рвать кровью изо рта на Палому (Ицияр Кастро). Неожиданно всё больше и больше инфицированных появляется в зале, и во все возрастающем хаосе Колдо и его невеста Клара теряют друг друга.
Колдо вместе с Адрианом, Атуном, младшей сестрой Клары и членами её семьи попадают на кухню. Колдо спрашивает Атуна, зачем он до сих пор ведёт съёмку, после чего разбивает камеру. С этого момента фильм перестает быть псевдодокументальным, а Колдо со своей группой думают над тем, как им сбежать из этого места. Они обнаруживают, что могут попасть в вентиляционные шахты через отверстия, но вынуждены оставить Атуна, так как он слишком крупный. Пока они перемещаются по шахте, всё больше инфицированных, имеющих мутно-серые глаза с красными белками, появляется на территории двора.
Группа выживших направляется к полицейской машине, и Колдо подвергается нападению Паломы. Адриан и ещё один парень помогают ему убить её, но позже парня кусает «проснувшийся» полицейский. Адриан, Колдо и девочка находят убежище в помещении для венчальных церемоний, где собрались другие оставшиеся в живых. Инфицированные не могут войти из-за святой воды по периметру. Клара подходит к динамикам, зная, что Колдо услышит её, и говорит, что она в порядке и беременна (это то, что она хотела сказать ему раньше, но не успела). Воодушевлённый, Колдо надевает латы, берёт булаву и говорит ей, что оставшиеся в живых должны спрятать детей в автобусах, привёзших всех на церемонию.
Клара вместе со священником прячутся в центральной диспетчерской. Неожиданно священник говорит: «Слишком рано…». Клара спрашивает, что он имеет в виду. Священник обращается к книге Бытия и рассказывает о природе демонов. Вскоре после этого орда инфицированных начинает стучать по окнам. Клара и священник пытаются сбежать. Колдо безрассудно ищет путь в диспетчерскую, в то время как Клара её уже покинула, и обнаруживает там Рафу (Исмаэль Мартинес) и Натали (Клэр Басчет), подругу Клары. Позже группа увеличивается, заражённых становится всё больше. Они натыкаются на двоих заражённых, чьи отражения в зеркале похожи на Тристану Медейруш (Хавьер Ботет), девушку, обитавшую на чердаке в предыдущих фильмах. Священник борется с ними, «замораживая» молитвой.
Между тем Колдо находит пульт управления и свидетелей, где убивает булавой одного из заражённых друзей, а на Адриана и выживших нападают появившиеся инфицированные. На заднем плане показывают репортаж о карантине в доме из первого фильма, что говорит о том, что события «Репортажа со свадьбы» происходят параллельно с событиями первых двух фильмов. Колдо уходит обратно на танцпол.
Клара, Рафа и Натали находят конферансье в костюме Губки Джона и пытаются попасть на улицу, но на Натали нападает другой инфицированный. Оказавшись на улице, Клара встречается лицом к лицу со своей инфицированной матерью и впадает в ступор. «Губка Джон» стреляет в заражённую, спасая Клару. Набежавшие зомби кусают Джона, а Рафа и Клара прячутся в туннеле. У них появляется возможность уйти, и Рафа настаивает на этом, но Клара отказывается уходить без Колдо. Рафа говорит, что если бы её возлюбленный был жив, то дал бы какой-то знак, что и происходит: Колдо увеличивает громкость одной из песен на танцполе. Клара хватает бензопилу и уходит вместе с Рафой искать Колдо. Колдо возвращается на кухню и находит мёртвого Атуна, который покончил жизнь самоубийством, перерезав себе вены. Чуть позже дядя нападает на него, но Колдо убивает напавшего на него дядю. Тем временем группа одержимых нападает на Клару и Рафу. Рафу кусают, и он просит Клару убить его, прежде чем инфекция трансформирует его, и Клара обезглавливает его. После этого Клара убегает от появившейся орды инфицированных. Во время её бегства Колдо, находящийся на кухне, замечает её в отверстии, и зовёт по имени. Они находят путь к друг другу, но в процесс воссоединения неожиданно вмешивается толпа зомби. В один момент они все вдруг останавливаются и остаются стоять на месте, и причиной тому священник, по громкой связи начавший читать Библию с самого начала. Они выходят в большое помещение и находят ещё больше одержимых, застывших в исступлении. Клара кивком даёт Колдо понять, что это их семьи, но Колдо отвечает: «Уже нет», и они выходят на улицу.
На улице один из пожилых инфицированных кусает Клару (он мог двигаться потому, что изначально был глух, и не слышал слова Священного Писания). Клара говорит Колдо, чтобы он обрубил её руку мечом для резки торта прежде, чем инфекция распространится по организму. Колдо делает так. На выходе они обнаруживают, что зона находится под карантином, а Клара всё ещё инфицирована. Опустошённый, Колдо берёт её на руки и выносит наружу, где полиция и GEO приказывают ему отпустить её, потому что она заражена. Клара и Колдо в последний раз целуются, после чего она откусывает его язык и нападает на бойцов спецназа, которые расстреливают их обоих. В последние секунды своей жизни Клара и Колдо используют все остатки сил, чтобы взяться и держать друг друга за руки.

## В ролях
| Актёр                          | Роль              |
| ------------------------------ | ----------------- |
| Летисия Долера                 | Клара             |
| Диего Мартин                   | Колдо             |
| Карла Ньето                    | Ребекка Винас     |
| Алекс Моннер                   | Адриан            |
| Клэр Басчет                    | Натали            |
| Мирейя Рос                     | Менчу             |
| Исмаэль Мартинес               | Рафа              |
| Ана Изабель Веласкес           | Уэнди             |
| Эмилио Менчета                 | Виктор            |
| Ллопис Блаи                    | Куикуин           |
| Ицияр Кастро                   | Палома            |
| Альберто Севильяно де-лос-Риос | Кико              |
| Луис Мигель Луенго             | Кристиан          |
| Фернандо Гильен                | Хавито            |
| Хавьер Ботет                   | Тристана Медейруш |

## Отзывы
До выхода на экраны фильм подвергся критике со стороны Рубена Пахароса, который подчёркивает в своей рецензии: «В заключении, стремясь изгнать страх из сомневающихся, данный брак не привёл к разводу со своим режиссёром, а лишь к разделению собственности, среди которой единственно стоящим является название фильма, бренд, всплывающий на экране в виде заглавных букв, которые смотрятся как влитые. При этом в „Репортаже со свадьбы“ Пако Пласа показывает Вселенную „REC“ в гораздо большем масштабе, чем, для сравнения, бегство репортера из здания с монстрами, а также то, что Вселенная может расширяться по мере распространения инфекции. И лишь двое остаются в конце.»
Фильм получил смешанные, но в основном положительные отзывы: сайт «Almas de Sustos» оценил фильм на 85 из 100. Вальдерас Самуэль Альварес дал свой комментарий: «Репортаж со свадьбы» является более логичным в некоторых аспектах, чем «Репортаж из преисподней», но я не думаю, что фильм надо так заоблачно возносить… В нём есть свои очень интересные моменты, такие, как довольно жестокая 20-минутная завораживающая сцена в конце, комичные персонажи, поиски выжившими друг друга в течение всего действия; вместе с тем есть и другие моменты, которыми грешит фильм, такие, как неуместный и просто запредельный юмор, раздутая донельзя история любви, но в целом всё в порядке. Настоятельно рекомендую к просмотру".
С другой стороны, испанский критик Карлос Мартинес написал отзыв, в котором подчеркнул: «Если посмотреть на комедийную ипостась картины, то шутки кажутся довольно смешными, с критикой некоторых аспектов жизни испанского общества, но занимают довольно много времени. Стоит отметить, что аудитория, настроенная на просмотр лишь зрелищного ужастика без примесей, может недополучить ожидаемую дозу адреналина и страха. Актёры проделали блестящую работу. И Летисия Долера, и Диего Мартин ещё раз доказали, что это настоящее и будущее нашего кино. Особо я выделил для себя игру Исмаэля Мартинеса, которого я считаю очень хорошим актёром. Что касается технических аспектов, то они выше всяких похвал. Специальные эффекты и зомби смотрятся в фильме потрясающе. Мы ещё раз доказали, что наша страна может делать качественные фильмы ужасов, посвящённые зомби, и я думаю, что это мотивация для профессионалов жанра, которые хотят получить хороший результат, но всё ещё сомневаются, по силам ли им это. „Репортаж 3“ зомбирует Голливуд!»

## Съёмки и прокат
Съёмки фильма проходили в Барселоне с 8 апреля по 20 мая 2011 года. В отличие от первых двух частей, фильм не относится к жанру псевдодокументального кино, хотя в нём и присутствуют сцены, снятые на любительскую камеру несколькими гостями;
Третья часть была продана и запущена в широкий кинопрокат более чем в двадцать стран, таких как США, Франция, Великобритания, Германия, Португалия, Греция, Бразилия, Мексика, Аргентина, страны Ближнего Востока, Япония, Австралия и Новая Зеландия.
Премьера в Испании — 30 марта 2012 года. Во Франции, Бельгии и Индонезии фильм был запущен в прокат 4 апреля, в Мексике — 13 апреля, в Японии — 28 апреля, а в Великобритании — 20 мая.